# Mary Keitany
Mary Jepkosgei Keitany (Kisok - bij Kabarnet, Baringo district, 18 januari 1982) is een Keniaanse voormalige atlete, die was gespecialiseerd in de hele en halve marathon. In 2009 werd zij wereldkampioene op deze laatste afstand; zij was bovendien houdster van de wereldrecords op de 20 km, 25 km, 30 km en halve marathon Het wereldrecord op de marathon, gelopen tijdens een wedstrijd voor alleen vrouwen in 2017, had zij in handen tot 2024. Ze nam eenmaal deel aan de Olympische Spelen en werd bij die gelegenheid vierde op de marathon.

## Loopbaan

### Jeugd en eerste successen
Keitany startte op de lagere school met hardlopen. Ze nam deel aan schoolwedstrijden en ontwikkelde zich in die tijd op de 5000 m tot een loopster van districtsniveau. Vanaf 2002 tilde zij haar atletiekactiviteiten naar een hoger plan door voor haar middelbare schoolopleiding te kiezen voor de Hidden Talent Academy en zich te gaan specialiseren in de 1500 m en de 5000 m.
Keitany beleefde in 2007 een succesvol jaar. Ze begon dat jaar met een overwinning op de halve marathon van Viana do Castelo (januari). Daarna volgden overwinningen op de halve marathons van Vitry-sur-Seine (april) en Rijsel (Lille) (september). Op 14 oktober 2007 werd ze tweede op het wereldkampioenschap op de weg in Udine met slechts 36 seconden achterstand op de winnares Lornah Kiplagat. Kiplagat bracht in deze wedstrijd, welke dit jaar werd gelopen op de halve marathon afstand, het wereldrecord naar 1:06.25.

### Wereldkampioene op de weg
Na in 2008 haar carrière een jaar te hebben onderbroken vanwege zwangerschap, hervatte Keitany deze in mei 2009 met een tweede plaats op de Sunfeast World 10 km in Bangalore in 32.09, een PR-prestatie. In september volgde een overwinning op de halve marathon van Rijsel in 1:07.00, de zevende wereldtijd ooit op deze afstand. Zij kwalificeerde zich hiermee voor haar deelname aan het wereldkampioenschap op de halve marathon in het Engelse Birmingham op 11 oktober. Daar leverde Mary Keitany de beste prestatie uit haar atletiekloopbaan tot dan toe door de wereldtitel over te nemen van de Nederlandse Lornah Kiplagat, die zelf ditmaal afwezig was vanwege een knieblessure. Met haar winnende tijd van 1:06.36 was zij sneller dan ooit op deze afstand.

### Eerste wereldrecord
In 2010 begon Keitany met het winnen van de halve marathon van Abu Dhabi. Vervolgens won zij begin mei de 25 km van Berlijn, wat zij deed in 1:19.53, een verbetering van het wereldrecord met bijna tweeënhalve minuut. Ze had op de streep een voorsprong van bijna vijf minuten op nummer twee. De halve marathon van Lissabon in september was daarna haar voorbereiding op de marathon van New York in november. In Lissabon won ze onbedreigd in 1:08.46, terwijl haar debuut in New York op de streep eindigde in een derde plaats in 2:29.01, nadat zij lange tijd deel had uitgemaakt van een kopgroep van drie.

### Meer wereldrecords en winst in Londen
Begin 2011 won Keitany de halve marathon van Ras al-Khaimah in 1:05.50. Hiermee werd zij de eerste vrouw met een tijd onder de 1 uur en zes minuten, haar tweede wereldrecord. Dit record hield stand tot 2015, toen Florence Kiplagat tijdens de halve marathon van Barcelona deze tijd verbeterde. Al doende liep Keitany in Ras al-Khaimah tevens een wereldrecord op de 20 km in 1:02.36 en beste wereldtijden op de 8 km en de 10 Engelse mijl. In april won zij daarna de marathon van Londen in 2:19.19, de vierde snelste tijd op de marathon bij de vrouwen ooit.
In september was zij opnieuw in Portugal, waar zij voor de tweede keer de halve marathon won en met haar winnende tijd van 1:07.54 tevens haar eigen parcoursrecord verbeterde. In New York ging zij op de marathon vervolgens als favoriete voor de eindzege van start. Na in de eerste helft een comfortabele voorsprong te hebben opgebouwd, zakte haar tempo in de tweede helft echter zodanig in, dat zij uiteindelijk, net als een jaar eerder, als derde finishte, zij het dat haar eindtijd van 2:23.38 altijd nog een stuk sneller was dan die uit 2010.

### Vierde bij olympisch debuut
In het olympisch jaar 2012 ging Keitany van start met een aanval op het wereldrecord tijdens de halve marathon van Ras al-Khaimah. De winderige omstandigheden werkten echter niet mee. Ze won wel, maar in 1:06.49, een minuut boven haar winnende tijd van het jaar ervoor. Op de marathon van Londen liep ze evenwel sneller dan ooit. Haar winnende tijd van 2:18.37, ruim 40 seconden sneller dan het jaar ervoor, was een verbetering van het Afrikaanse record van Catherine Ndereba en de derde snelste tijd ooit ter wereld. Daarmee vergeleken was haar vierde plaats op de marathon tijdens de Olympische Spelen in Londen een tegenvaller. In 2:23.56 werd zij vierde, nadat zij tot de 41ste kilometer deel had uitgemaakt van de kopgroep. Tiki Gelana (goud in 2:23.07), Priscah Jeptoo (zilver in 2:23.12) en Tatjana Petrova (brons in 2:23.29) hielden haar buiten de medailles.
In 2013 stapte Keitany er opnieuw een jaar tussenuit vanwege de komst van een tweede kind.

### Dubbele winst in New York
Haar terugkeer in 2014 na haar tweede zwangerschap markeerde Keitany met een overwinning in de Great North Run, een halve marathon, die in september plaatsvond. Het was haar voorbereiding op de marathon van New York in november. Na twee keer eerder als derde te zijn geëindigd wist zij deze wedstrijd, na een gevecht met Jemina Sumgong, nu voor de eerste keer te winnen in 2:25.07.
In 2015 had Keitany een druk programma, met drie halve en twee hele marathons. Ze won ze allemaal, op een na. Alleen in Londen moest zij op de marathon de eer laten aan de Ethiopische Tigist Tufla, die haar achttien seconden voor wist te blijven. Keitany finishte als tweede in 2:23.40. Volgens de Keniaanse had de wind en het koude weer haar parten gespeeld. Maar in New York boekte zij haar tweede achtereenvolgende overwinning in 2:24.25.

### Winnares World Marathon Majors
In 2016 werd Keitany de winnares van de World Marathon Majors 2015/16, een competitie over de grootste marathons ter wereld, inclusief het wereldkampioenschap marathon. De eerste plaats in het klassement dankte zij aan haar derde overwinning op rij in New York en haar eerdere tweede plaats in Londen in 2015. Zij verdiende hiermee een prijzengeld van 500.000 Amerikaanse dollar.

### Op-één-na snelste op de marathon
In 2017 won Keitany de marathon van Londen in een tijd van 2:17.01. Ze was daarmee de op-één-na snelste vrouw aller tijden op de marathon in een wedstrijd met zowel mannen als vrouwen. In Londen liepen mannen en vrouwen echter gescheiden en dus betekende de tijd van de Keniaanse een wereldrecord voor een wedstrijd met alleen vrouwen.

### Einde atletiekloopbaan
In september 2021 beëindigde Keitany haar carrière, na een heupblessure die haar twee jaar op rij had verhinderd om in wedstrijden uit te komen.

### Privé
Mary Keitany is getrouwd met Charles Koech, eveneens atleet, en heeft twee kinderen.

## Titels
- Wereldkampioene halve marathon - 2009

## Persoonlijke records
Baan
| Onderdeel | Prestatie | Datum        | Plaats  |
| --------- | --------- | ------------ | ------- |
| 1500 m    | 4.29,7    | 13 juni 2003 | Nairobi |
| 5000 m    | 16.29,4   | 29 juni 2006 | Nairobi |
| 10.000 m  | 32.18,07  | 17 mei 2007  | Utrecht |

Weg
| Onderdeel      | Prestatie           | Datum            | Plaats         |
| -------------- | ------------------- | ---------------- | -------------- |
| 10 km          | 30.41               | 5 augustus 2017  | Cape Elizabeth |
| 15 km          | 46.30 (ex-NR)       | 18 februari 2011 | Ras al-Khaimah |
| 10 Eng. mijl   | 49.30 (NR)          | 9 februari 2018  | Ras al-Khaimah |
| 20 km          | 1:02.35             | 13 februari 2015 | Ras al-Khaimah |
| halve marathon | 1:04.55             | 9 februari 2018  | Ras al-Khaimah |
| 25 km          | 1:19.43 (ex-AR, NR) | 23 april 2017    | Londen         |
| 30 km          | 1:36.05 (ex-WR, NR) | 23 april 2017    | Londen         |
| 35 km          | 1:56.01             | 22 april 2012    | Londen         |
| 40 km          | 2:11.46             | 22 april 2012    | Londen         |
| marathon       | 2:17.01 (ex-WR vr.) | 23 april 2017    | Londen         |

## Palmares

### 10.000 m
- 2007: 7e NK in Utrecht - 32.18,07

### 5 km
- 2011:  Corrida de Mulher in Lissabon - 15.25

### 10 km
- 2006:  Corrida de São Silvestre dos Olivais - 33.06
- 2009:  Sunfeast World in Bangalore - 32.09
- 2010:  World's Best in San Juan - 31.09
- 2010:  Bupa London in Londen - 31.06
- 2014:  Lowertown Brewery Ottawa - 31.22
- 2015:  Oakley New York Mini - 31.15
- 2017:  NYRR New York Mini - 31.20
- 2017:  Beach to Beacon - 30.41

### 15 km
- 2007:  Puy-en-Velay - 50.10

### halve marathon
- 2006:  halve marathon van Los Palcios - 1:09.06
- 2006:  halve marathon van Berlijn - 1:09.43
- 2007:  halve marathon van Viana do Castelo - 1:12.37
- 2007:  halve marathon van Vitry-sur-Seine - 1:08.36
- 2007:  halve marathon van Rijsel (Lille) - 1:08.43
- 2007:  WK in Udine - 1:06.48
- 2007:  halve marathon van Ivry to Vitry-sur-Seine  - 1:08.36
- 2009:  halve marathon van Rijsel (Lille) - 1:07.00
- 2009:  halve marathon van New Delhi - 1:06.54
- 2009:  WK in Birmingham - 1:06.36
- 2010:  halve marathon van Abu Dhabi - 1:07.14
- 2010:  halve marathon van Portugal - 1:08.50
- 2011:  halve marathon van Portugal - 1:07.54
- 2011:  halve marathon van Ras al-Khaimah - 1:05.50 (WR)
- 2012:  halve marathon van Ras al-Khaimah - 1:06.49
- 2014:  Great North Run - 1:05.39
- 2015:  halve marathon van Ras Al-Khaimah - 1:06.02
- 2015:  halve marathon van Olomouc - 1:06.38
- 2015:  Great North Run -1:07.32
- 2016:  halve marathon van Olomouc - 1:08.53
- 2017:  halve marathon van Ras al-Khaimah - 1:05.13
- 2017:  Great North Run -1:05.59
- 2018:  halve marathon van Ras al-Khaimah - 1:04.55
- 2019: 4e Great North Run - 1:07.58

### 25 km
- 2010:  25 km van Berlijn - 1:19.53 (WR)

### marathon
- 2010:  marathon van New York - 2:29.01
- 2011:  marathon van Londen - 2:19.19
- 2011:  marathon van New York - 2:23.38
- 2012:  marathon van Londen - 2:18.37 (AR)
- 2012: 4e OS - 2:23.56
- 2014:  marathon van New York - 2:25.07
- 2015:  marathon van Londen - 2:23.40
- 2015:  marathon van New York - 2:24.25
- 2016: 9e marathon van Londen - 2:28.30
- 2016:  marathon van New York - 2:24.26
- 2017:  marathon van Londen - 2:17.01 (WR vr.)
- 2017:  marathon van New York - 2:27.54
- 2018: 5e marathon van Londen - 2:24.27
- 2018:  marathon van New York - 2:22.48
- 2019: 5e marathon van Londen - 2:20.58